# Szocialista Munka Hőse
A Szocialista Munka Hőse (oroszul Герой Социалистического Труда, magyar átírásban: Geroj Szocialisztyicseszkovo Truda) cím a Szovjetunió és a Varsói Szerződés államainak elismerése volt. A Magyar Népköztársaság 1953-tól a szovjet kitüntetési rendszert legteljesebben követő elismerési rendszert alakított ki, így van magyar változata is. Ez volt a legmagasabb fokú elismerés a népgazdasági és kulturális élet különböző területein kivételes eredményt elérők számára. A kitüntetettek részére ugyanolyan kiemelt címet jelentett, mint a hősies helytállásért adott Szovjetunió Hőse.

## Története
Az elismerési forma a Szovjetunió Legfelsőbb Tanácsának 1938. december 27-ei rendeletével lépett érvénybe. Azok a szovjet ipar, mezőgazdaság, kereskedelem, tudomány, technika, kultúra és sport területén dolgozók kaphatták meg, akik tevékenységükkel hozzájárultak a Szovjetunió hatalmának erősítéséhez és dicsőségének növeléséhez. Az első Szocialista Munka Hőseit a Lenin-renddel tüntették ki és az adományozó levél a Legfelsőbb Tanács jóváhagyásával készült. Későbbiekben az 1940. május 22-én kelt Legfelsőbb Tanácsi rendeletben a sarló–kalapácsos arany csillag része lett a szovjet kitüntetés arzenálnak.
Az érdemérem tervezője Szergej Akimovics Pomanszkij volt, és maga Sztálin választotta ki a megfelelő méretét, úgy, hogy parasztnak és munkásnak öltöztetett modelleken mutatták be neki a lehetséges változatokat. Tetszését a 33,5 mm-es átmérőjű nyerte el, ezért az került jóváhagyásra. Az első kitüntetett 1939. december 20-án Sztálin volt. (Egyébként ez volt az egyetlen kitüntetés amit viselt.) A második a fegyvertervező Vaszilij Gyegtyarjov, 1940. január 2-án. Kezdetben főleg a hadiipar fejlesztésével foglalkozók kapták, de a második világháborút követően széles társadalmi rétegek elismerésének eszközévé lett. A Szovjetunió felbomlásáig mintegy 19 000 embernek ítélték oda a címet. Ebből 160 főnek többször is, 16 főnek pedig a háromszoros hős jelző is megadatott.

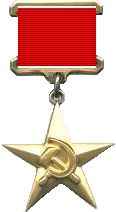
Sarló–kalapácsos csillag
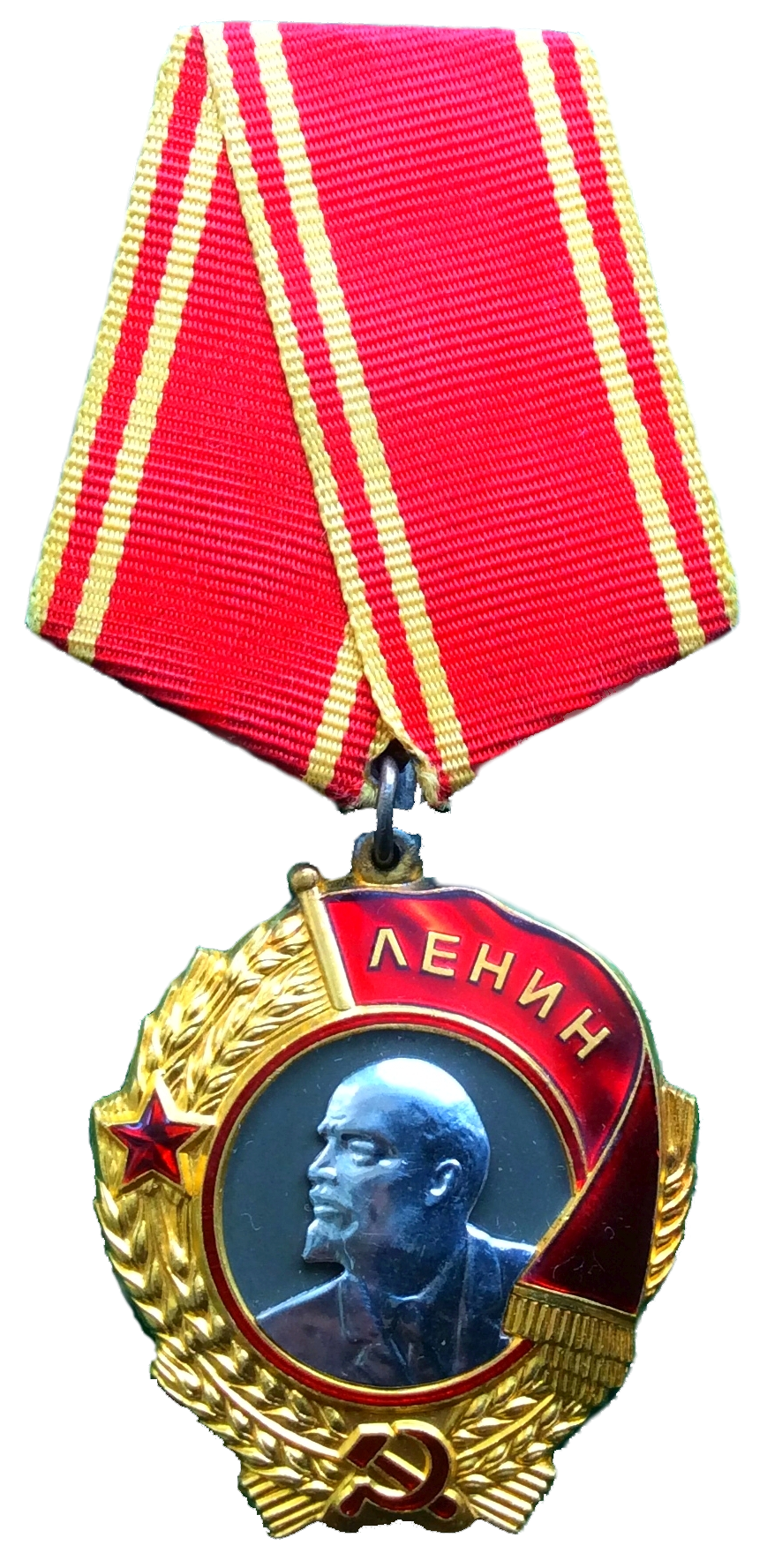
1940 előtt a Lenin-rend kitüntetését adták a címhez

### Híres kitüntetettek
- Anatolij Petrovics Alekszandrov akadémikus
- Leonyid Iljics Brezsnyev politikus
- Lev Ivanovics Jasin legendás labdarúgó (kapus)
- Mihail Tyimofejevics Kalasnyikov fegyvertervező (kétszeres)
- Msztyiszlav Vszevolodovics Keldis lett származású szovjet akadémikus (háromszoros)
- Igor Vasziljevics Kurcsatov fizikus (háromszoros)
- Fjodor Vasziljevics Tokarev fegyvertervező
- Joszif Visszarionovics Sztálin politikus
- Alekszej Grigorjevics Sztahanov bányász
- Andrej Nyikolajevics Tupoljev tervezőmérnök (háromszoros)
- Jakov Boriszovics Zeldovics fizikus, csillagász. (háromszoros)
- Alekszej Pavlovics Okladnyikov, régész, történész
- Dmitrij Dmitrijevics Sosztakovics zeneszerző

## Magyar változata
Az 1953-ban teljesen átalakított magyar kitüntetési rendszer a rendszerváltásig a szocialista országok összehasonlításában is – a Szovjetunió kitüntetési rendszerét legteljesebben követő korabeli elismerési hierarchia volt. Az 1953. évi V. törvény alapján a Magyar Népköztársaság érdekeinek szolgálatában és azok elősegítésében, a szocializmus építése terén kimagasló érdemeket szerzett személyek kitüntetésére az Országgyűlés alapította meg a Szocialista Munka Hőse kitüntető címet. A cím adományozását különösen kiemelkedő, rendkívüli teljesítmények jutalmazása tette indokolttá.

## Fordítás
- Ez a szócikk részben vagy egészben  a   Hero of Socialist Labor című angol Wikipédia-szócikk ezen változatának fordításán alapul.  Az eredeti cikk szerkesztőit annak laptörténete sorolja fel. Ez a jelzés csupán a megfogalmazás eredetét és a szerzői jogokat jelzi, nem szolgál a cikkben szereplő információk forrásmegjelöléseként.